# سیارک ۲۴۷۰۱
سیارک ۲۴۷۰۱ (به انگلیسی: 24701 Elyu-Ene، نامگذاری:1990VY5) بیست و چهار هزار و هفتصد و یکمین سیارک کشف شده‌است که در ۱۵ نوامبر ۱۹۹۰ کشف شد.
قدر مطلق سیارک برابر ۴۲.۶ است.